# Нови филмограф
Нови филмограф је часопис посвећен филму. Издаје га Удружења филмских уметника Србије од 2005. године. Настављач је филмског часописа Филмограф који је у Београду излазио од 1976. до 1989. године. Часопис излази тромесечно. Финансијски је подржан од стране Министарства културе, информисања и информационог друштва Републике Србије.

## Историја
Часопис Филмограф је био српски и југословенски филмски часопис који је издавало Удружење филмских радника Србије уз сарадњу са Друштвом филмских радника СР Хрватске, Удружењем филмских радника САП Војводине, потписницима тада „самоуправног споразума“ о издавању Филмографа (Авала филм, Авала про-филм, Центар филм, Дунав филм, Инеx филм и Звезда филм). Од 1976. до 1989. године часопис је излазио под окриљем Института за филм у Београду. Уредници часописа су били Божидар Зечевић и Предраг Голубовић. Стари Филмограф је био јединствен и значајан часопис јер, као једини такве врсте у то доба, тежиште није стављао на естетичку проблематику филма, већ на стручно и документарно обрађивање питања рада и организације домаће кинематографије. Такође, часопис је доносио исцрпни календар филмских догађаја у земљи и иностранству, извештаје са домаћих и иностраних филмских фестивала, критике домаћих и нешто ређе, страних филмова, рецензије домаћих филмолошких књига и часописа, написе о савременом филму, технологији, о филмском аматеризму, телевизији итд. Излазио је од 1976. до 1989. године и у том периоду изашло је укупно 45 бројева.
После петнаестогодишње паузе у излажењу, Удружење филмских уметника Србије је у јесен 2005. године обновило излажење Филмографа под новим насловом - Нови филмограф. За главног и одговорног уредника именован је Божидар Зечевић, а за директора часописа Жарко Драгојевић.

## Концепција часописа
Уређивачка концепција и политика Новог филмографа наставља се на концепцију и домете предходника, али је тај концепт осавремењен, обогаћен и прилагођен духу и потребама овог времена. То се, пре свега, односи на давање примата филмској критици и другим облицима филмског стваралачког мишљења, историјском и теоријском истраживању, али и друштвеном ангажованошћу часописа.
Идеја часописа је да покрене озбиљну расправу о стању у српској кинематографији, али и анализу друштвених, професионалних, естетичких, историјских и других аспеката домаће и иностране филмске производње. Циљ Новог филмографа је да путем стручне писане речи утиче на побољшање домаћег филмског стваралаштва.
Први број часописа био је посвећен једном од најзначајнијих догађаја у српској култури - проналажењу колекције филмова продуцента Светозара Боторића, међу којима је и први српски играни филм Карађорђе из 1911. године, у режији Илије Станојевића.

## Уредништво и редакција
Редакцију новог "Филмографа" сачињавају угледни домаћи филмски критичари, есејисти, новинари, историчари и педагози, међу којима су: Жарко Радојевић, Никола Мајдак, Срђан Вучинић, Томислав Гаврић, Дубравка Лакић, Дејан Косановић и други.

## Занимљивости
За насловну страну првог броја Филмографа 1976. године одабран је зидани синемаскоп екран у некада веома популарној биоскопској башти у Брегалничкој улици на Звездари. Биоскоп је већ тада био затворен, а синемаскоп зарастао у коров. занимљиво је да је на првом броју Новог филмографа исти тај синемаскоп, али онакав како је изгледао 2005.године, када је покренут нови часопис.